# Katharina Höftmann
Katharina Höftmann Ciobotaru (* 1984 in Rostock) ist eine deutsch-israelische Journalistin und Buchautorin.

## Leben und Wirken
Nach der Schullaufbahn studierte Höftmann Ciobotaru deutsch-jüdische Geschichte und Psychologie in Berlin und war danach als Journalistin und PR-Beraterin für die Agentur Scholz & Friends tätig. Im März 2010 wurde sie Stipendiatin der Studienstiftung des deutschen Volkes im Bereich Wissenschafts- und Auslandsjournalismus und veröffentlicht seither Beiträge für die Deutsche Presse-Agentur, Welt Online und Israel HaYom.
Höftmann Chiobotaru migrierte 2010 von Deutschland nach Israel. Sie konvertierte zum Judentum.
Aus einem Blog, den sie für die Welt-Gruppe unter dem Titel Guten Morgen, Tel Aviv führte, erwuchs ein Buch unter gleichem Namen, das 2011 im Heyne Verlag erschien. Im Juli 2012 erschien im Berliner Aufbau-Verlag ihr erster Kriminalroman unter dem Titel Die letzte Sünde, der in Tel Aviv spielt. Der Kriminalroman wurde für den Friedrich-Glauser-Preis 2013 in der Kategorie „Bestes Debüt“ nominiert. Im September 2013 erschien der zweite Teil der Krimiserie um den Kommissar Assaf Rosenthal mit dem Titel „Der Rabbi und das Böse“. Auch dieser Roman spielt wiederum in Tel Aviv, vornehmlich Jaffa. 2021 veröffentlichte Höftmann Ciobotaru ihren ersten literarischen Roman, Alef, und 2023 den zweiten, Frei.